# Локо (хоккейный клуб)
Молодёжный хоккейный клуб «Локо» — хоккейная команда из города Ярославля, выступает в Молодёжной хоккейной лиге. Является дочерней командой ярославского «Локомотива». Образована в 2009 году на базе его фарм-клуба «Локомотив-2».
Домашней ареной клуба является УКРК «Арена 2000». Также матчи проводятся в ДС «Торпедо» и МФСК «Локомотив».

## Предшественники
| Сезон         | Ур.  | Лига                       | Зона / стадия / турнир                                        | Результат       | Гл. тренер                           |
| ШВСМ          | ШВСМ | ШВСМ                       | ШВСМ                                                          | ШВСМ            | ШВСМ                                 |
| ------------- | ---- | -------------------------- | ------------------------------------------------------------- | --------------- | ------------------------------------ |
| 1988/89       | IV   | КФК                        |                                                               | 1               | ?                                    |
| 1989/90       | III  | 2 лига                     | Западная зона                                                 | 10 / 18         | Владимир Собровин                    |
| 1990/91       | III  | 2 лига                     | Западная зона                                                 | 12 / 18         | Владимир Собровин                    |
| «Яринтерком»  |      |                            |                                                               |                 |                                      |
| 1991/92       | III  | 2 лига                     | Западная зона                                                 | 9 / 19          | Владимир Собровин                    |
| 1992/93       | II   | Открытый чемпионат России  | 1 этап. Первая зона. Северо-Запад                             | 4 / 10          | Владимир Собровин Геннадий Мыльников |
| 1992/93       | II   | Открытый чемпионат России  | 2 этап. Северо-Запад — Центр                                  | 10 / 10 (20)    | Владимир Собровин Геннадий Мыльников |
| «Торпедо-2»   |      |                            |                                                               |                 |                                      |
| 1993/94       | III  | Открытое первенство России | 1 этап. Вторая зона (Центр)                                   | 11 / 11         | Геннадий Мыльников                   |
| 1993/94       | III  | Открытое первенство России | 2 этап. Турнир за 11-20 места                                 | 4 / 5 (18 / 20) | Геннадий Мыльников                   |
| 1994/95       | II   | Открытое первенство России | 1 этап. Вторая зона (Центр)                                   | 10 / 12         | Николай Вакуров                      |
| 1994/95       | II   | Открытое первенство России | 2 этап. Зона Центр-Поволжье (Б2) Турнир за 12-23 места        | 13 / 23         | Николай Вакуров                      |
| 1995/96       | II   | Высшая лига                | 1 этап. Зона «Центр-2»                                        | 2 / 9           | Николай Вакуров                      |
| 1995/96       | II   | Высшая лига                | 2 этап. Утешительный турнир. Зона Центр                       | 3 / 8           | Николай Вакуров                      |
| 1996/97       | III  | Первая лига                | 1 этап. Зона «Центр»                                          | 1 / 13          | Николай Вакуров Альберт Данилов      |
| 1996/97       | III  | Первая лига                | 2 этап. Зона Центр                                            | 1 / 12          | Николай Вакуров Альберт Данилов      |
| 1997/98       | II   | Высшая лига                | 1 этап. Зона «Запад»                                          | 4 / 7           | Альберт Данилов                      |
| 1997/98       | II   | Высшая лига                | 2 этап. Зона Запад                                            | 1 / 10          | Альберт Данилов                      |
| 1998/99       | I    | Высшая лига ФХР            | 1 этап. Западная зона                                         | 2 / 9           | Альберт Данилов                      |
| 1998/99       | I    | Высшая лига ФХР            | Кубок Надежды                                                 | 1 / 11          | Альберт Данилов                      |
| 1999/2000     | III  | Первая лига                | 1 этап. Зона «Центр»                                          | 3 / 12          | Альберт Данилов                      |
| 1999/2000     | III  | Первая лига                | Турнир на призы МОО Ассоциация «Хоккей-Центр» («Локомотив-2») | не закончен     | Альберт Данилов                      |
| «Локомотив-2» |      |                            |                                                               |                 |                                      |
| 2000/01       | III  | Первая лига                | 1 этап. Зона «Центр»                                          | 3 / 12          | Владимир Крючков                     |
| 2000/01       | III  | Первая лига                | Кубок Ассоциации «Хоккей-Центр», гр. «А»                      | 3 / 6           | Владимир Крючков                     |
| 2001/02       | III  | Первая лига                | 1 этап. Зона «Центр»                                          | 4 / 10          | Владимир Крючков                     |
| 2001/02       | III  | Первая лига                | Кубок Ассоциации «Хоккей-Центр», гр. «А» Финал                | 1 / 5 5 / 6     | Владимир Крючков                     |
| 2002/03       | III  | Первая лига                | Зона «Центр»                                                  | 1 / 10          | Владимир Крючков                     |
| 2002/03       | III  | Первая лига                | Плей-офф                                                      | Победитель      | Владимир Крючков                     |
| 2002/03       | III  | Первая лига                | Кубок президента ФХР, гр. «Б»                                 | 3 / 4           | Владимир Крючков                     |
| 2003/04       | III  | Первая лига                | Зона «Центр»                                                  | 3 / 16          | Анатолий Хоменко                     |
| 2003/04       | III  | Первая лига                | Плей-офф                                                      | 1/2 финала      | Анатолий Хоменко                     |
| 2004/05       | III  | Первая лига                | Зона «Центр»                                                  | 5 / 16          | Анатолий Хоменко                     |
| 2004/05       | III  | Первая лига                | Плей-офф                                                      | 3 место         | Анатолий Хоменко                     |
| 2005/06       | III  | Первая лига                | Зона «Центр»                                                  | 5 / 17          | Александр Ардашев Николай Борщевский |
| 2005/06       | III  | Первая лига                | Плей-офф                                                      | 1/4 финала      | Александр Ардашев Николай Борщевский |
| 2006/07       | III  | Первая лига                | Зона «Центр»                                                  | 3 / 19          | Николай Борщевский Александр Ардашев |
| 2006/07       | III  | Первая лига                | Плей-офф                                                      | 1/2 финала      | Николай Борщевский Александр Ардашев |
| 2007/08       | III  | Первая лига                | Регион «Запад»                                                | 3 / 11          | Александр Ардашев                    |
| 2007/08       | III  | Первая лига                | Регион «Запад-Центр». Плей-офф                                | 1/4 финала      | Александр Ардашев                    |
| 2008/09       | III  | Первая лига                | Регион «Центр»                                                | 1 / 20          | Николай Борщевский                   |

## Список главных тренеров
- Николай Борщевский (2009)
- Евгений Корноухов (2009—2010)
- Пётр Воробьёв (2010 — декабрь 2011; март 2013 — н. в.)
- Игорь Горбенко (декабрь 2011 — октябрь 2012)
- Анатолий Хоменко (октябрь 2012 — март 2013)
- Олег Браташ (май 2014—2015)
- Дмитрий Красоткин (2015 — 2019)
- Александр Ардашев (июль 2020 — июль 2022)
- Ярослав Люзенков (июль 2022 — май 2023)
- Олег Таубер (с мая 2023)

## Достижения
- Чемпионы МХЛ и обладатели Кубка Харламова: 2016, 2018, 2019.
- Серебряные призеры МХЛ:2021, 2024.
- Бронзовые призёры МХЛ: 2015, 2023.
- Обладатель Кубок мира среди молодёжных клубных команд — 2016, 2018, 2019
- Победители регулярного чемпионата МХЛ: 2014, 2016,
- Обладатель  Мемориал П. И. Беляева — 2015,2016,2017.
- Обладатель DEL Junior Cup-2017 — 2017
- Обладатель Кубка  Н. Е.  Маслова:2018,2019.
- Обладатель Кубка Губернатора Тульской области:2021,2022.

## Ежегодные результаты

### Регулярный чемпионат
Примечание: И — количество игр, В — выигрыши в основное время, ВО — выигрыши в овертайме, ВБ — выигрыши по буллитам, ПО — проигрыши в овертайме, ПБ — проигрыши по буллитам, П — проигрыши в основное время, ГЗ — голов забито, ГП — голов пропущено, О — очки.
| Сезон   | И  | В  | ВО | ВБ | ПБ | ПО | П  | О   | ГЗ  | ГП  |
| ------- | -- | -- | -- | -- | -- | -- | -- | --- | --- | --- |
| 2009-10 | 66 | 30 | 2  | 8  | 6  | 2  | 18 | 118 | 205 | 164 |
| 2010-11 | 56 | 27 | 3  | 3  | 4  | 1  | 18 | 98  | 190 | 156 |
| 2011-12 | 60 | 33 | 1  | 2  | 6  | 1  | 17 | 112 | 188 | 134 |
| 2012-13 | 64 | 27 | 1  | 5  | 8  | 2  | 21 | 103 | 159 | 167 |
| 2013-14 | 56 | 39 | 1  | 7  | 3  | 0  | 6  | 136 | 225 | 97  |
| 2014-15 | 56 | 36 | 3  | 3  | 2  | 0  | 12 | 122 | 197 | 108 |
| 2015-16 | 42 | 28 | 0  | 2  | 4  | 0  | 8  | 92  | 147 | 70  |
| 2016-17 | 56 | 33 | 3  | 3  | 2  | 1  | 14 | 114 | 182 | 103 |
| 2017-18 |    |    |    |    |    |    |    | '   |     |     |

### Плей-офф
- Сезон 2009—2010

1/8 финала: Локо — Белые медведи — 1:3 (0:1, 5:4ОТ, 2:6, 1:2ОТ)
- Сезон 2010—2011

1/8 финала: Локо — Амурские тигры — 0:3 (1:5, 1:2, 0:1)
- Сезон 2011—2012

1/8 финала: Локо — Стальные лисы — 0-3 (2:4, 2:6, 1:2)
- Сезон 2012—2013

Участие не принимали
- Сезон 2013—2014

1/16 финала: Локо — Динамо Спб — 3-0 (3:2, 4:3, 2:0)
1/8 финала: Локо — СКА-1946 — 1:3 (3:2Б, 2:3, 1:2, 1:3)
- Сезон 2014—2015

1/16 финала: Локо — Амурские тигры — 3:0 (2:1, 3:1, 3:1)
1/8 финала: Локо — Капитан — 3:1 (2:5, 5:2, 5:0, 7:0)
1/4 финала: Локо — Алмаз — 3:2 (0:4, 4:3ОТ, 4:3, 0:4, 6:2)
1/2 финала: Локо — Чайка — 2-3 (4:5, 2:3Б, 7:3, 4:2, 0:1)
- Сезон 2015—2016

1/8 финала: Локо — Амурские тигры — 3:0 (2:0, 3:1, 3:2ОТ)
1/4 финала: Локо — Красная армия — 3:1 (4:2, 1:3, 4:2, 4:3ОТ)
1/2 финала: Локо — Сибирские снайперы — 3-0 (5:2, 3:0, 4:1)
Финал: Локо — Чайка — 4:1 (4:1, 1:2Б, 4:2, 4:1, 6:3)
- Сезон 2016—2017

1/8 финала: Локо — Алмаз — 1:3 (0:1ОТ, 2:4, 6:0, 2:3ОТ)
- Сезон 2017—2018

1/8 финала: Локо — Русские витязи — 3:1 (2:0, 2:1, 2:3ОТ, 3:2ОТ)
1/4 финала: Локо — МХК Динамо Спб — 3-1 (3:4Б, 3:1, 2:1, 5:2)
1/2 финала: Локо — Реактор — 3-0 (2:1, 4:0, 8:1)
Финал: Локо — СКА-1946 — 4:2 (1:0Б, 2:3, 3:2, 0:1Б, 2:1, 7:3)
- Сезон 2018—2019

1/8 финала: Локо — Русские витязи — 3:0 (4:0, 4:0, 1:0)
1/4 финала: Локо — МХК Динамо Спб — 3-0 (5:2, 4:1, 3:2)
1/2 финала: Локо — Мамонты Югры — 3-1 (6:1, 1:2, 3:1, 3:2)
Финал: Локо — Авто — 4:3 (4:2, 3:2, 0:1, 1:2, 1:2ОТ, 3:2ОТ, 1:0)
- Сезон 2019—2020

1/8 финала: Локо — ХК Рига — 3:0 (4:0, 4:2, 4:1)
- Сезон 2020—2021

1/8 финала: Локо — МХК Динамо Спб — 3:0 (1:0Б, 5:1, 5:4от)
1/4 финала: Локо — СКА-1946 — 3-1 (5:2, 1:0от, 1:3, 3:2)
1/2 финала: Локо — Ирбис — 3-1 (3:2, 4:2, 2:5, 7:6от)
Финал: Локо — МХК Динамо Мск — 1:4 (1:2б, 1:3, 3:1, 1:4, 5:7)

## Участники Кубка Вызова МХЛ
- 2010 — Александр Скрынник В, Юрий Урычев З, Артём Гарифулин Н
- 2011 — Артур Амиров З, Максим Зюзякин Н
- 2012 — Николай Красотин Н
- 2013 — Павел Хомченко В, Алексей Шамин Н
- 2014 — Кирилл Маслов З, Иван Петраков Н
- 2015 — Роман Манухов З, Павел Красковский Н
- 2016 — Антон Красоткин В, Роман Хисамутдинов З, Артём Ильенко Н
- 2017 — Александр Калинин З
- 2018 — Марк Павликов З, Николай Коваленко Н
- 2019 — Антон Малышев З, Даниил Мисюль З
- 2020 — Владислав Окоряк В, Илья Николаев Н
- 2022 — Еремей Шумилин Н